# Tăbăcarii
Tăbăcarii este un film românesc din 1963 regizat de Mirel Ilieșiu.